# شار وایت
شار وایت (انگلیسی: Sharr White) نویسنده و نمایشنامه‌نویس آمریکایی است که نمایش‌نامه‌های او در تئاتر برادوی و مراکز تئاتر دیگر به روی صحنه رفته‌است.
او در مریلند چشم به جهان گشود. دوره دبیرستان را در بولدر، کلرادو گذراند و بعد در سان فرانسیسکو در کنسرواتوار تئاتر آمریکا به تحصیل هنرهای نمایشی پرداخت.
نمایش‌نامه او با عنوان «جایی دیگر» خارج از تئاتر برادوی، توسط تئاتر ام‌سی‌سی و شخص لوری متکالف تهیه و اجرا شده‌است. (موفق به دریافت جایزه لوسیل لورتل و اوبی، همچنین نامزدی برای جایزه تونی) و کارگردانی آن را «جو مانتلو» به‌عهده داشته‌است. این نمایش توسط باشگاه تئاتر منهتن در تئاتر برادوی اجرا شد. همچنین نمایش‌نامه «جایی دیگر» مفتخر به دریافت جایزه بهترین نمایش‌نامه در سال ۲۰۱۰ است؛ جایزه ویزیون فوند در سال ۲۰۱۱ توسط بنیاد تئاتر بلانچه و ایروین لوری؛ و نامزد انجمن منتقدان خارجی در میان نمایش‌های جدید و ممتازی بوده‌است که خارج از برادوی اجرا شده‌اند. نمایش‌نامهٔ دیگری به قلم شار وایت به نام «غازهای برفی»، در اکتبر سال ۲۰۱۳ در تئاتر برادوی به‌روی صحنه رفت، ماری لویز پارکر ستاره بازیگری تئاتر در آن به ایفای نقش پرداخت و دانیل سولیوان کارگردان آن بود. تهیه‌کنندگی نمایش به‌طور مشترک توسط باشگاه تئاتر منهتن و تئاتر ام‌ام‌سی انجام گرفت.